# Kariana Aular
Kariana Milagros Aular Nava (Maracaibo, Venezuela, 2 de mayo de 1995), es una actriz, animadora y bailarina conocida por el papel de “Gabriela” en la serie Carolay transmitida a través de Venevisión y Venevisión Plus internacional que ha dejado una huella en el mundo del entretenimiento latinoamericano e internacional.

## Carrera Artística
Kariana, es una artista que inició su carrera en el mundo del espectáculo como actriz y bailarina, participando en una variedad de musicales y competiciones televisivas, como el concurso "Sábado Alegre" de Global TV en 2016, donde obtiene el reconocimiento como talento zuliano.
El teatro ha sido parte de su formación con su participación en el "Sambil Dance Maracaibo" en 2014, hasta su colaboración con la Compañía de Teatro Children’s Magic World de Maracaibo en 2015. En el 2016 Kariana participó en una gira por Latinoamérica con la escuela de teatro "Somos Pequis".
Kariana confirma su participación como protagonista del cortometraje "Un boleto de avión", emitido por URBE TV en 2017. 
En el 2018, se unió al elenco de "Carolay", una serie televisiva de gran acogida escrita y dirigida por Oduver Cubillán. Transmitida por Venevisión en Venezuela durante 2019 y 2020, y por Venevisión Plus TV en Latinoamérica, España y Estados Unidos durante el mismo periodo, la serie se convirtió en un hito en el entretenimiento latino. La interpretación de Kariana como "Gabriela", con autenticidad y profundidad la convirtió en el corazón de "Carolay" y un pilar clave para el éxito sostenido de la producción.
Además, Kariana participó en la miniserie "Cómo decir la verdad" en 2020 y se destacó como presentadora principal en el "De Fiesta Con Gaby Show" en el canal 11.
En la gran pantalla, Kariana tuvo una participación en "El Secreto de Luna", una película de Oduver Channel Inc., donde desempeña un rol esencial. 

## Trayectoria

### Televisión
- 2016 Sábado Alegre 2011 Global TV
- 2019 Carolay serie Venevisión
- 2020 De fiesta con Gaby Show Canal 11
- 2020 Como decir mi verdad
- 2023 Jurado Miss Occidental 2023[3]

### Teatro
- 2014 Sambil Dance festival
- 2015 Childres Magic World – diferentes obras
- 2016 Somos pequis – gira internacional
- 2017 Boleto de avión URBE TV

## Premios y reconocimientos
- 2019: Tacarigua de Oro como Actriz Revelación del Año
- 2020: Tocando la Fama
- 2023: Tacarigua de Oro Internacional como Proyección Internacional[4]